# 美濃三河高原
美濃三河高原（みのみかわこうげん）は、岐阜県恵那地方、愛知県北東部と長野県の一部にまたがる高原。

## 概要
木曽山脈の南西に連続し、海抜約1000m以下で主に花崗岩からなる隆起準平原。
東は豊川から、北は木曽川付近までを指す。西から南は濃尾平野、尾張丘陵、岡崎平野、幡豆山地、豊橋平野に接する。岐阜県域は美濃高原、愛知県域は三河高原または三河山地と呼ばれ、三河高原は地域名としての奥三河に当たる。豊川、矢作川、木曽川などが深い渓谷を形成している。天竜奥三河国定公園・愛知高原国定公園・飛騨木曽川国定公園と、段戸高原県立自然公園（愛知県）、本宮山県立自然公園（愛知県）が指定されている。北部では良質の陶土を産し、愛知県瀬戸市、岐阜県南東部の美濃焼産地など古くから陶業が盛んである。

## 主な山
- 茶臼山
- 萩太郎山 (愛知県)
- 井山
- 笠置山 (岐阜県)
- 保古山
- 屏風山 (岐阜県)
- 三国山
  - 三国山（土岐）
  - 三国山（横道）
- 鞍掛山 (愛知県)
- 巴山 (愛知県)
- 猿投山
- 鷹ノ巣山（段戸山）
- 鳳来寺山
- 本宮山
- 明神山
- 大鈴山
- 岩古谷山
- （恵那山を含むこともある[1]。）